# جرافيتي

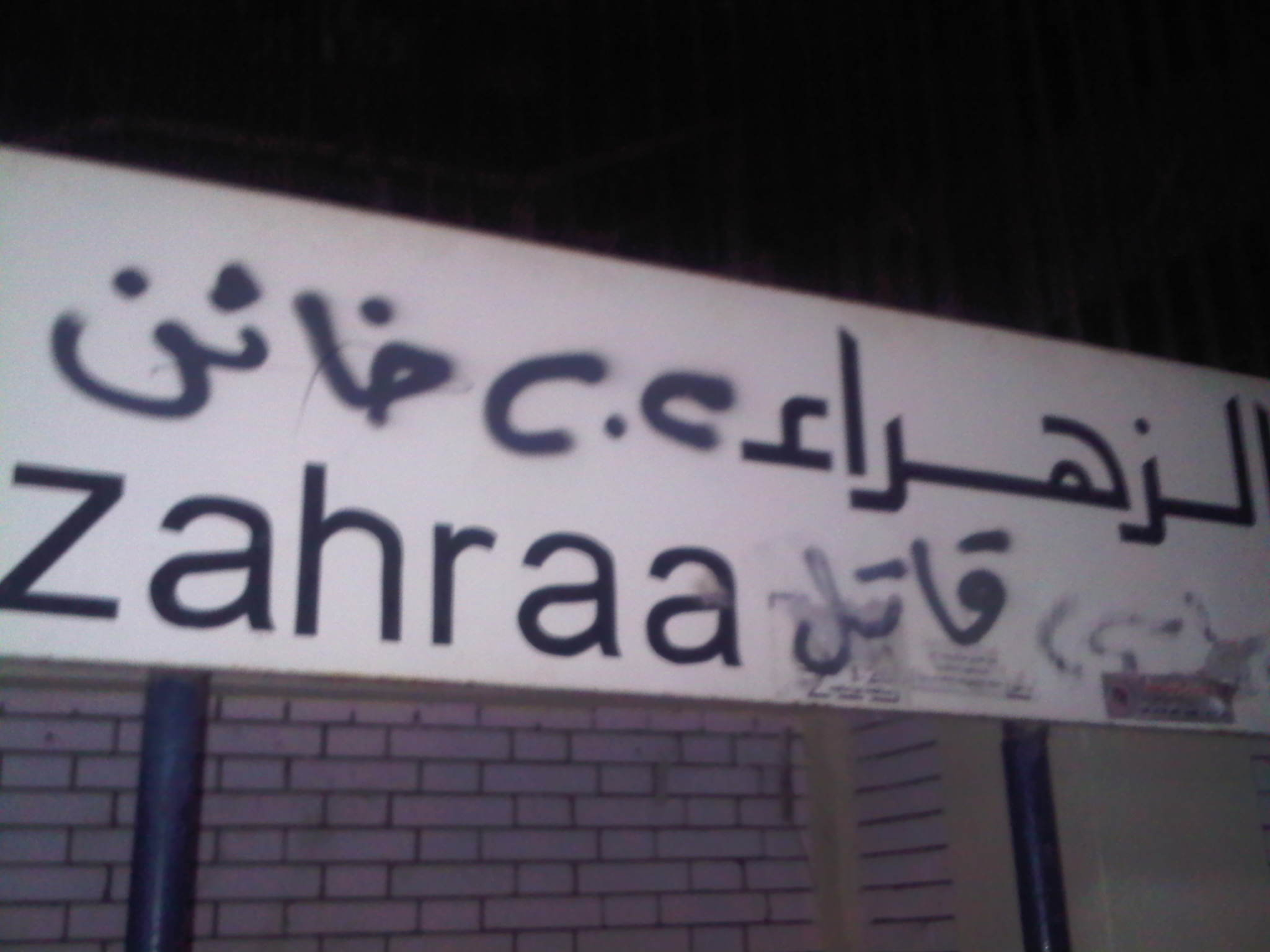
أحيانا يستعمل المحتجون البخاخات للتعبير عن آراءهم

الكتابة على الجدران أو الجرافيتي (بالإنجليزية: Graffiti)‏ هي تلك الرسومات أو الأحرف على الجدران أو الأشياء بطريقة غير مرغوب فيها أو بدون إذن صاحب المكان وغالبا ما يستعمل هذا الفن بالبخاخات، وترجع أصولها للحضارات العتيقة (قدماء المصريون والإغريق والرومان وغيرهم).
يعتقد أن ممارسة الجرافيتي موجودة منذ قديم الزمان، أيام الحضارة الفرعونية و الأغريقية و الرومانية , تطور الجرافيتي عبر الزمن واليوم يسمى بالجرافيتي الحديث وهو يعرف بالتغيرات العامة لملامح سطح عن طريق استخدام بخاخ دهان أو قلم تعليم أو أي مواد أخرى. ونشأ فن الجرافيتي الحديث في الستينات من القرن الماضي في نيويورك بالهام من موسيقى الهيب هوب .
رسم الجرافيتي على سطح عام أو خاص دون الحصول على إذن من مالك السطح من الممكن أن يعتبر نوع من التخريب والذي يعاقب عليه القانون في معظم دول العالم. يستخدم الجرافيتي غالباً لإيصال رسائل سياسية واجتماعية، وكشكل من أشكال الدعاية. ويعتبر أيضاً أحد أشكال الفن الحديث ، ويمكن مشاهدته في صالات العرض العالمية.

## أنواع الجرافيتي

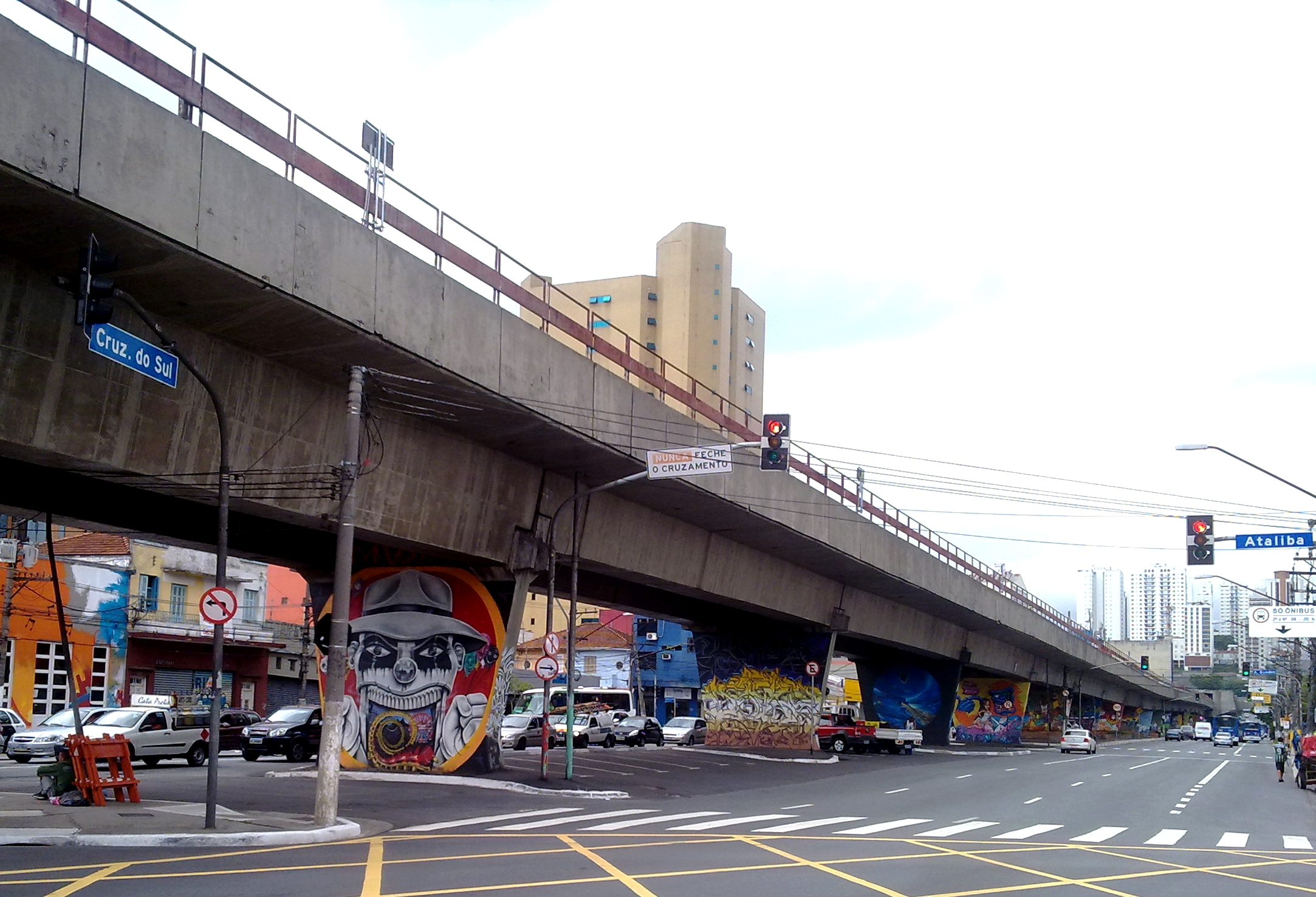

يوجد نوعان وهما: المرسوم والمكتوب (توقيع). وتسمى باللغة الإنجليزية :Graffiti - (Tag) Handstyle

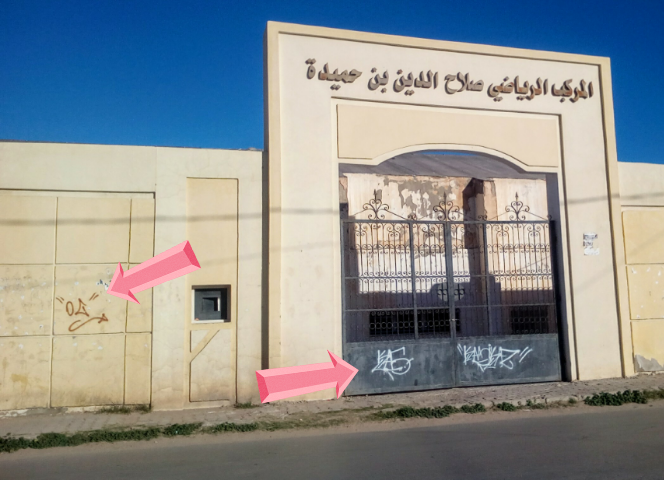
جرافيتي على بوابة أحد ملاعب مدينة مدنين

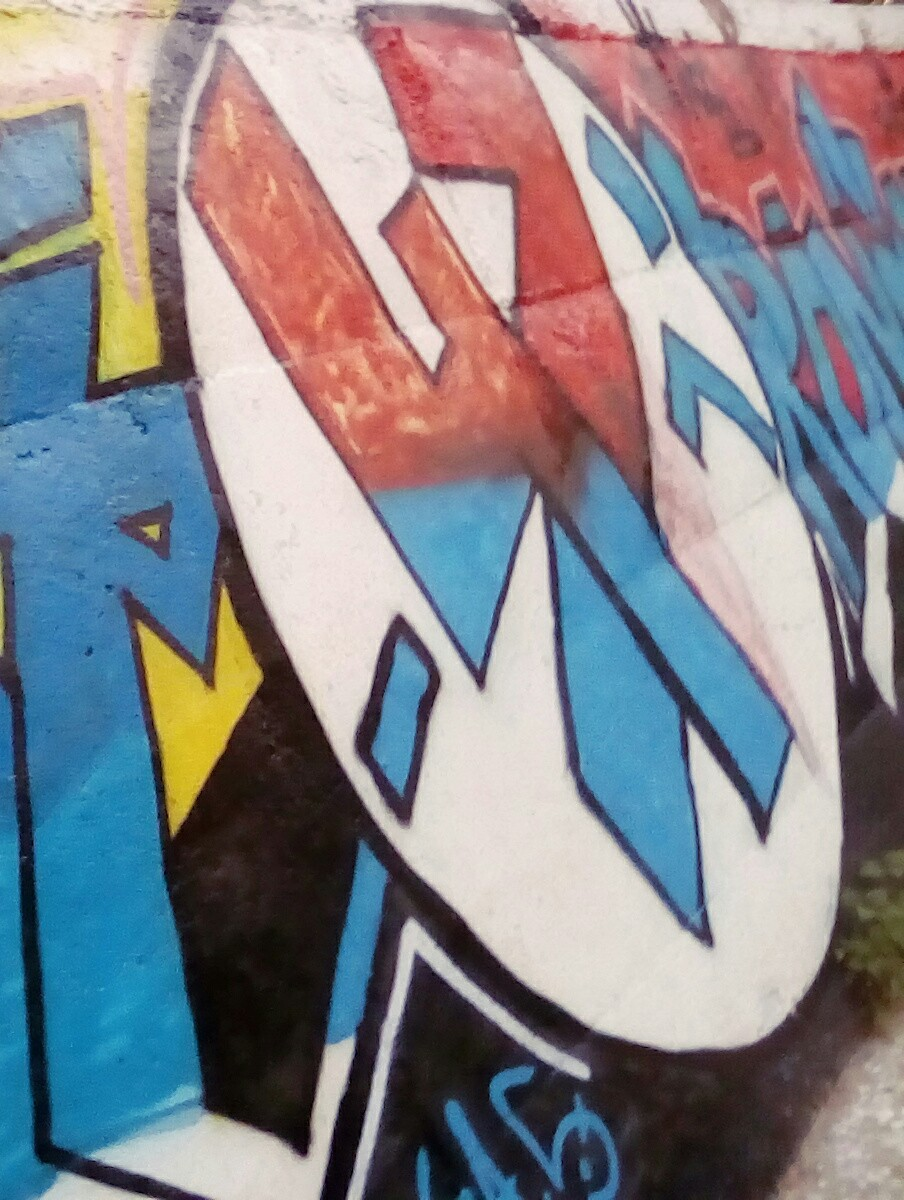
جرافيتي في إحدى شوارع مدنين

## أدوات الجرافيتي
غالبا يستخدم بخاخ البوية في المرسوم وأيضا تستطيع استخدامه للتوقيع، وأيضا هناك قلم البوية يستخدم للتواقيع ولكنك لا تستطيع استخدامه للمرسوم. وهناك أغطية خاصة للتحكم في مساحة الرش وشكل البقعة للبخاخ وتباع على حدة، وتسمى بالقبعة (Cap). وأيضا تستطيع جعل القبعة ترش بمساحة أصغر بطريقة يدوية.
أدوات النوع الآخر (الجرافيتي المكتوب):
و يستخدم لكتابة عبارات معينة ومقصودة أو توقيع لإسمك أو عصابتك وكثيراً مايستخدم للتخريب.
قلم البوية المعروف
Paint Marker
أقلام بوية مصنوعة مخصصة للجرافيتي وتأتي بمقاسات مختلفة
Graffiti Marker
علب معبأة ببوية وذو منفذ اسفنجي مقوى وتكون مصنوعة ومخصصة
Graffiti Mop

### أفضل أدوات الجرافيتي
هناك شركات كثيرة تقوم بصنع البخاخ وتغطية رغبات الجرافيتيون، ومن أفضلها :
شركة مونتانا الألمانية وهي الأفضل على الإطلاق
MONTANA CANS
وتتميز ببخاخات Gold و Platinume و black و white
ويليها شركة مونتانا الإسبانية
Spanish Montana

## الأماكن المستهدفة

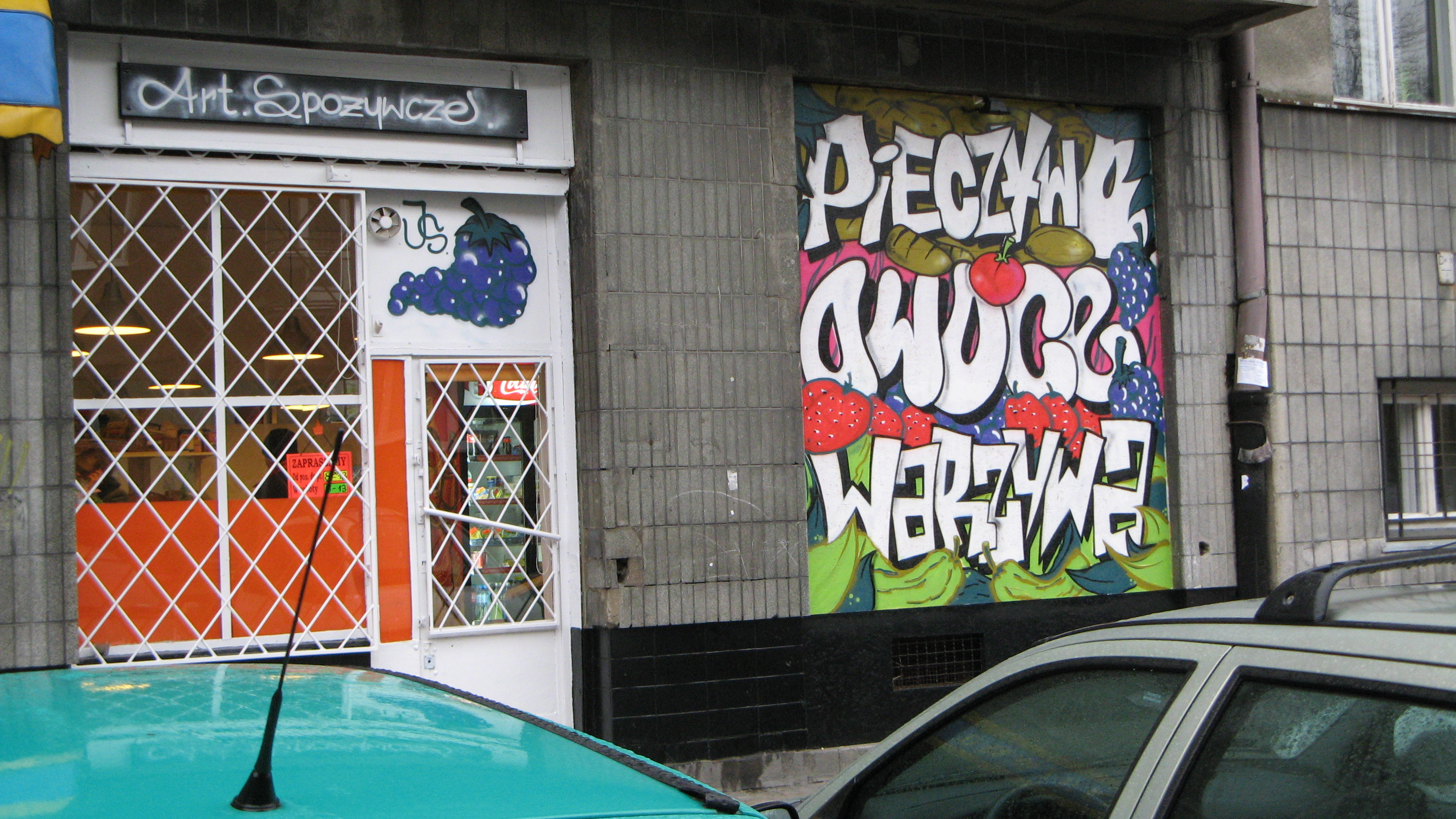

فن الجرافيتي عادة هو تعبير حر ويسعى كسعي الإعلان، لذا لابد من مكان ملحوظ، فالجدران العامة الملحوظة والأبواب والقطارات و الباصات والشوارع وغيرها. و يوجد أيضا مرسوم ولكنه مستحدث وبحروف إنجليزية.

## دراسات
- الجرافيتي أثناء الأزمات
- كتاب (الكتابة على الجدران) سامي جريدي 2012
- قاعدة بيانات فن الشارع في اندونيسيا
- الجرافيتي وفن الشارع في أمريكا اللاتينية: على الإنترنت وفي الشوارع
- إيران: أسبوع الجرافيتي العنيف من أجل المساجين السياسيين
- اليونان: الجرافيتي وأشياء أخرى
- البرازيل: رسم خريطة على الإنترنت لفن الشارع في ساو باولو
- مصر: الجرافيتي - من أجل ثورة ملونة وذاكرة لا تموت
- البرازيل: افتتاح أكبر رسم جرافيتي في العالم
- الجرافيتي وفن الشارع: أصوات من شوارع أمريكا اللاتينية - الحلقة الأولى
- الجرافيتي وفن الشارع: أصوات من شوارع أمريكا اللاتينية - الحلقة الثانية
- الجرافيتي وفن الشارع: أصوات من شوارع أمريكا اللاتينية - الحلقة الثالثة
- حرب الجرافيتي على الجدران السّوريّة